# فرنسيس إسكوديرو
فرنسيس إسكوديرو هو محامي وسياسي فلبيني، ولد في 10 أكتوبر 1969 في مانيلا في الفلبين. انتخب عضو مجلس الشيوخ الفلبيني خلال فترته النيابية ‏ (30 يونيو 2007 – ) وانتخب عضو مجلس النواب في الفلبين (30 يونيو 1998 – 30 يونيو 2007).

## وصلات خارجية
- فرنسيس إسكوديرو على موقع IMDb (الإنجليزية)
- الموقع الرسمي